# Agence Arkham

L'Agence Arkham est un cycle de romans fantastiques parus aux éditions DLM en 1997 et 1998.
Initié par Francis Valéry avec le roman Les Messagers de Saumwatu, il fut poursuivi autour des mêmes personnages par plusieurs écrivains dont Roland C. Wagner, François Darnaudet et Sylvie Denis.
Les couvertures de la série sont illustrées par Gilles Francescano.

## Les personnages
Les personnages récurrents à cette série de romans sont les membres de L'Agence Arkham, agence de détectives spécialisée dans le paranormal. 
Salomon Berstein, ancien karatéka, en est le directeur ; il est aussi une référence dans le domaine du paranormal sous le  pseudonyme de Paul Sinclair. 
Sa petite amie Lucille, au physique de Barbie, est leur spécialiste en électronique.  
Les autres membres sont Tom, un motard homosexuel et castagneur, et Yasmine, une beurette de la banlieue parisienne.

## Les romans

### Les Messagers de Saumwatu
Ce premier roman de la série, écrit par Francis Valéry, en fixe le cadre et brosse le portrait des personnages. 
La trame du récit est la disparition de statues  de l'île légendaire de Saumwatu. Ces cinq statues de « messagers » auraient des pouvoirs extraordinaires une fois réunies.

### Le Nombril du monde

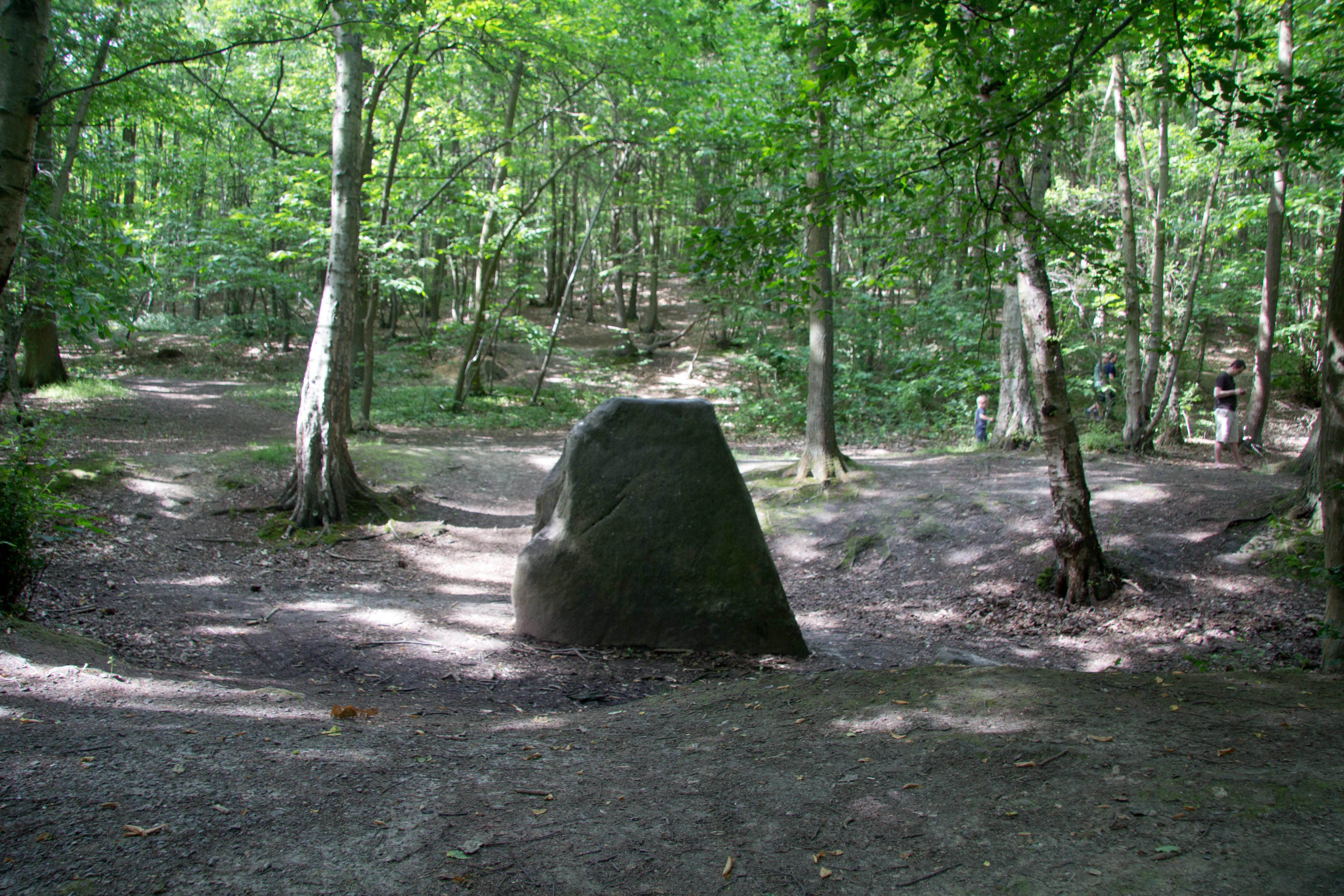
Le Menhir de la Pierre aux Moines est le Nombril du monde

Ce roman de Roland C. Wagner se déroule à Clamart, ville de banlieue parisienne où a grandi l'auteur. Une secte diabolique tente de libérer le Grand Satan dans le nœud tellurique matérialisé par le menhir du Bois de Clamart.

### La Bête de Moebius
Un titre de la plume de Pascal Guillaumes. Créature inconnue dans un lac à Perpignan, dauphins possédés à Vancouver, bébés vagissant à Bordeaux. On retrouve la jeune bande de collaborateurs de l'agence Arkham, Tom, Yasmine, Lucille, et Salomon, l'écrivain-journaliste, investiguant sur la piste d'une secte extatique et d'un tueur sarcastique.

### Daguerra
Ce cinquième opus discrètement érotique consacré au fantôme vengeur d'une pin-up, Anna-Maria Da Costa dite Daguerra, contemporaine rivale de Betty Page et vamp du cinéma fantastique bis, a été rédigé par François Darnaudet avec la participation pour trois scènes de monstres de Boris Darnaudet, alors âgé de sept ans. Quand Boris devenu adulte fut lancé dans sa propre carrière d'écrivain de l'imaginaire, il demanda à François, en cas de réédition de Daguerra, de retirer son prénom de la couverture par : "honnêteté intellectuelle".

### La Mémoire du monde
Ce roman de la série est écrit par Francis Valéry aux éditions DLM. Avril 1997.

## Réception
Les critiques considèrent que les romans de la série sont assez inégaux, mais ne sont pas unanimes quant à leurs préférences. Ainsi  Pascal J. Thomas considère que L'Invité de verre de Sylvie Denis est le texte le plus intéressant, tandis qu'il ne convainc guère Daniel Conrad dans Galaxies. 
Quoi qu'il en soit, la série est appréciée pour son humour et ses clins d’œils tant aux X-Files ou à Bob Morane qu'au style des séries B,.

### Articles
- Pascal J. Thomas, « L'invité de verre », Keep Watching the Skies!, nos 24-25,‎ juin 1997 (lire en ligne)
- Daniel Conrad, « Agence Arkham », Galaxies, no 5,‎ 1er juin 1997 («  lire en ligne » sur le site NooSFere)